# Floridabengädda
Floridabengädda (Lepisosteus platyrhincus) är en fiskart som beskrevs av James Ellsworth De Kay 1842. Floridabengädda ingår i släktet Lepisosteus och familjen Lepisosteidae. Inga underarter finns listade i Catalogue of Life.
Exemplaren blir upp till 132 cm långa och maximal 9,6 kg tunga. De flesta individer når en längd av 60 cm. Huvudet och kroppens ovansida kännetecknas av flera mörka fläckar.
Arten förekommer i Florida samt i angränsande regioner av Georgia, sydöstra Alabama och sydvästra South Carolina. Den vistas i ganska stora vattendrag i träskmarker och andra fuktiga landskap. Exemplaren kommer ibland till vattenytan och andas luft. Antagligen sker fortplantingen inom en population samtidig för alla honor.
För beståndet är inga hot kända. Hela populationen anses vara stabil. IUCN listar arten som livskraftig (LC).